# Micronycteris schmidtorum
Micronycteris schmidtorum (Sanborn, 1935) è un pipistrello della famiglia dei Fillostomidi diffuso in America centrale e meridionale.

## Descrizione

### Dimensioni
Pipistrello di piccole dimensioni, con la lunghezza della testa e del corpo tra 47 e 54 mm, la lunghezza dell'avambraccio tra 34 e 38 mm, la lunghezza della coda tra 12 e 16 mm, la lunghezza del piede tra 9 e 11 mm, la lunghezza delle orecchie tra 14 e 20 mm e un peso fino a 8 g.

### Aspetto
La pelliccia è lunga e lanuginosa. Le parti dorsali sono marroni chiare con la base dei peli bianca, mentre le parti ventrali sono bianche o grigio chiare. Il muso è corto, la foglia nasale è ben sviluppata, lanceolata e con la porzione anteriore saldata al labbro superiore soltanto alla base, mentre sul labbro inferiore è presente un cuscinetto carnoso a forma di V. Le orecchie sono grandi, ovali, ricoperte di peli lungo il margine anteriore e unite sulla testa da una membrana ben sviluppata con un profondo incavo centrale. Il trago è corto, triangolare e con un piccolo incavo alla base del margine posteriore. La coda è lunga circa la metà dell'ampio uropatagio. Il calcar è lungo come il piede. Il cariotipo è 2n=38 FNa=66.

## Biologia

### Comportamento
Si rifugia in piccoli gruppi nelle cavità degli alberi.

### Alimentazione
Si nutre di insetti come le falene.

## Distribuzione e habitat
Questa specie è diffusa dagli stati messicani meridionali del Chiapas orientale e sella Penisola dello Yucatán meridionale attraverso il Belize, Guatemala, Honduras, El Salvador, Nicaragua, Panama, Costa Rica, Colombia settentrionale, Venezuela centrale, Guyana, Suriname e Guyana francese meridionali fino agli stati brasiliani di Pará, Pernambuco, Bahia, Minas Gerais e Tocantins.
Vive nelle foreste sempreverdi, foreste spinose, paludi, pascoli e frutteti. metri di altitudine.

## Conservazione
La IUCN Red List, considerato il vasto areale, classifica M.schmidtorum come specie a rischio minimo (Least Concern)).